# Championnat de Russie de football de troisième division 1998
Navigation
Édition précédente Édition suivante
La saison 1998 de Vtoroï Divizion est la septième édition de la troisième division russe. Elle prend place du 14 avril au 9 novembre 1998.
Cent-dix-neuf clubs du pays sont divisés en six zones géographiques (Centre, Est, Ouest, Oural, Povoljié, Sud) contenant entre seize et vingt-deux équipes chacune, où ils s'affrontent deux fois, à domicile et à l'extérieur. En fin de saison, un nombre variable d'équipes dans chaque zone est relégué en quatrième division, tandis que le vainqueur de chaque zone est directement promu en deuxième division, à l'exception du vainqueur de la zone Ouest qui doit disputer un barrage de promotion contre le dix-septième de cette division.

## Compétition

### Règlement
Le classement est établi sur le barème de points suivant : trois points pour une victoire, un pour un match nul et aucun pour une défaite. Pour départager les équipes à égalité de points, les critères suivants sont utilisés :
1. Nombre de matchs gagnés
2. Confrontations directes (points, matchs gagnés, différence de buts, buts marqués, buts marqués à l'extérieur)
3. Différence de buts générale
4. Buts marqués (général)
5. Buts marqués à l'extérieur (général)

### Zone Centre

#### Participants
Légende des couleurs
- Promu de quatrième division

| Club                     | D3 depuis | Classement 1997 |
| ------------------------ | --------- | --------------- |
| Lokomotiv Liski          | 1996      | 2 (Ouest)       |
| Spartak Riazan           | 1994      | 3               |
| Saliout-Ioukos Belgorod  | 1997      | 3 (Ouest)       |
| Spartak Tambov           | 1997      | 5 (Ouest)       |
| Don Novomoskovsk         | 1996      | 8               |
| FK Orel                  | 1997      | 12              |
| Tekstilchtchik Ivanovo   | 1994      | 13              |
| Avangard Koursk          | 1996      | 15 (Ouest)      |
| Spartak Orekhovo-Zouïevo | 1997      | 16              |
| Torpedo Vladimir         | 1998      | 3 (D4, zone 4)  |
| Kosmos Dolgoproudny      | 1998      | 4 (D4, zone 3)  |
| Spartak Briansk          | 1998      | 5 (D4, zone 4)  |
| Stroïtel Morchansk       | 1998      | 6 (D4, zone 4)  |
| Titan Reoutov            | 1998      | 7 (D4, zone 3)  |
| Arsenal-2 Toula          | 1998      | 7 (D4, zone 4)  |
| Lokomotiv Kalouga        | 1998      | 8 (D4, zone 4)  |
| FK Kolomna               | 1998      | 10 (D4, zone 3) |
| Spartak Loukhovitsy      | 1998      | 11 (D4, zone 3) |
| Dinamo Briansk           | 1998      | 13 (D4, zone 4) |
| Asmaral Moscou           | 1998      | 15 (D4, zone 3) |
| Fabous Bronnitsy         | 1998      | 18 (D4, zone 3) |
| Torpedo Lioubertsy       | 1998      | 10 (D5, Moscou) |

#### Classement
| Rang | Équipe                   | Pts | J  | G  | N  | P  | Bp | Bc | Diff |
| ---- | ------------------------ | --- | -- | -- | -- | -- | -- | -- | ---- |
| 1    | Spartak Orekhovo-Zouïevo | 89  | 40 | 25 | 14 | 1  | 60 | 23 | +37  |
| 2    | FK Orel                  | 78  | 40 | 21 | 15 | 4  | 55 | 18 | +37  |
| 3    | Spartak Riazan           | 75  | 40 | 21 | 12 | 7  | 56 | 29 | +27  |
| 4    | Spartak Tambov           | 74  | 40 | 20 | 14 | 6  | 67 | 38 | +29  |
| 5    | Lokomotiv Liski          | 68  | 40 | 20 | 8  | 12 | 59 | 38 | +21  |
| 6    | Kosmos Dolgoproudny P    | 66  | 40 | 17 | 15 | 8  | 61 | 44 | +17  |
| 7    | Don Novomoskovsk         | 64  | 40 | 18 | 10 | 12 | 46 | 40 | +6   |
| 8    | Spartak Loukhovitsy P    | 64  | 40 | 17 | 13 | 10 | 55 | 39 | +16  |
| 9    | Spartak Briansk P        | 59  | 40 | 17 | 8  | 15 | 50 | 48 | +2   |
| 10   | Torpedo Vladimir P       | 55  | 40 | 15 | 10 | 15 | 37 | 37 | 0    |
| 11   | Fabous Bronnitsy P       | 52  | 40 | 14 | 10 | 16 | 44 | 46 | -2   |
| 12   | Dinamo Briansk P         | 50  | 40 | 14 | 8  | 18 | 44 | 57 | -13  |
| 13   | FK Kolomna P             | 50  | 40 | 14 | 8  | 18 | 57 | 72 | -15  |
| 14   | Arsenal-2 Toula P        | 47  | 40 | 11 | 14 | 15 | 48 | 49 | -1   |
| 15   | Titan Reoutov P          | 44  | 40 | 10 | 14 | 16 | 35 | 45 | -10  |
| 16   | Tekstilchtchik Ivanovo   | 37  | 40 | 10 | 7  | 23 | 49 | 70 | -21  |
| 17   | Lokomotiv Kalouga P      | 37  | 40 | 8  | 13 | 19 | 34 | 62 | -28  |
| 18   | Avangard Koursk          | 36  | 40 | 9  | 9  | 22 | 34 | 54 | -20  |
| 19   | Saliout-Ioukos Belgorod  | 36  | 40 | 8  | 12 | 20 | 50 | 66 | -16  |
| 20   | Stroïtel Morchansk P     | 34  | 40 | 8  | 10 | 22 | 34 | 67 | -33  |
| 21   | Asmaral Moscou P         | 31  | 40 | 9  | 4  | 27 | 42 | 75 | -33  |
| 22   | Torpedo Lioubertsy P     | 0   | 0  | 0  | 0  | 0  | 0  | 0  | 0    |

Promotion en deuxième division
- 1er : promotion

Relégation en quatrième division
- 20e et 21e : relégation
- 16e : rétrogradation
- 22e : abandon

Abréviations
- P : Promu de quatrième division

1. ↑  Le Tekstilchtchik Ivanovo se retire de la compétition à l'issue de la saison.
2. ↑  Le Torpedo Lioubertsy se retire de la compétition à l'issue de la seizième journée. L'intégralité de ses résultats sont annulés.

### Zone Est

#### Participants
Légende des couleurs
- Relégué de deuxième division
- Promu de quatrième division

| Club                           | D3 depuis | Classement 1997  |
| ------------------------------ | --------- | ---------------- |
| Zaria Leninsk-Kouznetski       | 1998      | 18 (D2)          |
| Luch Vladivostok               | 1998      | 22 (D2)          |
| SKA-Khabarovsk                 | 1994      | 3                |
| Zvezda Irkoutsk                | 1997      | 4                |
| Dinamo Barnaoul                | 1994      | 5                |
| Tchkalovets Novossibirsk       | 1997      | 6                |
| Kouzbass Kemerovo              | 1994      | 8                |
| Viktoria Nazarovo              | 1995      | 10               |
| Amour-Energia Blagovechtchensk | 1993      | 11               |
| Metallourg Krasnoïarsk         | 1997      | 12               |
| Metallourg Novokouznetsk       | 1994      | 13               |
| Selenga Oulan-Oude             | 1994      | 15               |
| Torpedo Roubtsovsk             | 1992      | 16               |
| Okean Nakhodka                 | 1997      | 17               |
| FK Mejdouretchensk             | 1995      | 18               |
| Sibiriak Bratsk                | 1998      | 14 (D4, Sibérie) |

#### Classement
| Rang | Équipe                         | Pts  | J  | G  | N  | P  | Bp | Bc | Diff |
| ---- | ------------------------------ | ---- | -- | -- | -- | -- | -- | -- | ---- |
| 1    | Metallourg Krasnoïarsk         | 63   | 30 | 19 | 6  | 5  | 53 | 14 | +39  |
| 2    | Tchkalovets Novossibirsk       | 60   | 30 | 16 | 12 | 2  | 41 | 17 | +24  |
| 3    | Zvezda Irkoutsk                | 56   | 30 | 16 | 8  | 6  | 43 | 13 | +30  |
| 4    | SKA-Khabarovsk                 | 55   | 30 | 17 | 4  | 9  | 49 | 32 | +17  |
| 5    | Metallourg Novokouznetsk       | 51   | 30 | 15 | 6  | 9  | 44 | 32 | +12  |
| 6    | Amour-Energia Blagovechtchensk | 49   | 30 | 13 | 10 | 7  | 37 | 24 | +13  |
| 7    | Luch Vladivostok R             | 48   | 30 | 14 | 6  | 10 | 42 | 24 | +18  |
| 8    | Selenga Oulan-Oude             | 42   | 30 | 11 | 9  | 10 | 35 | 45 | -10  |
| 9    | Dinamo Barnaoul                | 39   | 30 | 11 | 6  | 13 | 37 | 34 | +3   |
| 10   | Zaria Leninsk-Kouznetski R     | 34   | 30 | 8  | 10 | 12 | 27 | 33 | -6   |
| 11   | Kouzbass Kemerovo              | 33-6 | 30 | 10 | 9  | 11 | 32 | 37 | -5   |
| 12   | Viktoria Nazarovo              | 33   | 30 | 8  | 9  | 13 | 30 | 41 | -11  |
| 13   | Okean Nakhodka                 | 29   | 30 | 6  | 11 | 13 | 24 | 45 | -21  |
| 14   | Sibiriak Bratsk P              | 25   | 30 | 6  | 7  | 17 | 26 | 47 | -21  |
| 15   | FK Mejdouretchensk             | 18   | 30 | 3  | 9  | 18 | 18 | 55 | -37  |
| 16   | Torpedo Roubtsovsk             | 14   | 30 | 2  | 8  | 20 | 19 | 64 | -45  |

Promotion en deuxième division
- 1er : promotion

Relégation en quatrième division
- 16e : relégation
- 12e et 15e : rétrogradation

Abréviations
- P : Promu de quatrième division
- R : Relégué de deuxième division
- -6 : Points de pénalité

1. ↑  Le Kouzbass Kemerovo se voit retirer six points pour le non-paiement de l'indemnité de transfert d'un joueur.
2. 1 2  Le Viktoria Nazarovo et le FK Mejdouretchensk se retirent de la compétition à l'issue de la saison.

### Zone Ouest

#### Participants
Légende des couleurs
- Promu de quatrième division

| Club                          | D3 depuis | Classement 1997       |
| ----------------------------- | --------- | --------------------- |
| Avtomobilist Noguinsk         | 1997      | 9                     |
| Volga Tver                    | 1997      | 11 (Centre)           |
| Dinamo Vologda                | 1994      | 12                    |
| Krasnoznamensk Seliatino      | 1996      | 13                    |
| Dinamo Saint-Pétersbourg      | 1996      | 18 (Centre)           |
| Spartak Chtchiolkovo          | 1995      | 19 (Centre)           |
| FK Khimki                     | 1998      | 2 (D4, zone 3)        |
| Torpedo-ZIL Moscou            | 1998      | 3 (D4, zone 3)        |
| CSKA-2 Moscou                 | 1998      | 8 (D4, zone 3)        |
| Sportakademklub Moscou        | 1998      | 9 (D4, zone 3)        |
| Energia Velikié Louki         | 1998      | 9 (D4, zone 4)        |
| Volotchanine Vychni Volotchek | 1998      | 10 (D4, zone 4)       |
| Zénith-2 Saint-Pétersbourg    | 1998      | 11 (D4, zone 4)       |
| Monolit Moscou                | 1998      | 12 (D4, zone 3)       |
| FK Pskov                      | 1998      | 12 (D4, zone 4)       |
| Neftianik Iaroslavl           | 1998      | 14 (D4, zone 4)       |
| Spartak Kostroma              | 1998      | 15 (D4, zone 4)       |
| Torpedo-2 Moscou              | 1998      | 16 (D4, zone 3)       |
| Lokomotiv-2 Moscou            | 1998      | 17 (D4, zone 3)       |
| Dynamo-2 Moscou               | 1998      | 20 (D4, zone 3)       |
| Mosenergo Moscou              | 1998      | 1 (D5, Podmoskovié A) |
| Spartak-2 Moscou              | 1998      | 2 (D5, Moscou)        |

#### Classement
| Rang | Équipe                          | Pts | J  | G  | N  | P  | Bp | Bc | Diff |
| ---- | ------------------------------- | --- | -- | -- | -- | -- | -- | -- | ---- |
| 1    | Torpedo-ZIL Moscou P            | 90  | 40 | 28 | 6  | 6  | 90 | 30 | +60  |
| 2    | Spartak Chtchiolkovo            | 78  | 40 | 23 | 9  | 8  | 65 | 30 | +35  |
| 3    | Dynamo-2 Moscou P               | 75  | 40 | 22 | 9  | 9  | 66 | 37 | +29  |
| 4    | Mosenergo Moscou P              | 75  | 40 | 21 | 12 | 7  | 56 | 35 | +21  |
| 5    | Spartak-2 Moscou P              | 74  | 40 | 21 | 11 | 8  | 94 | 50 | +44  |
| 6    | Zénith-2 Saint-Pétersbourg P    | 73  | 40 | 22 | 7  | 11 | 68 | 42 | +26  |
| 7    | Avtomobilist Noguinsk           | 73  | 40 | 21 | 10 | 9  | 58 | 32 | +26  |
| 8    | Dinamo Saint-Pétersbourg        | 72  | 40 | 21 | 9  | 10 | 47 | 27 | +20  |
| 9    | Dinamo Vologda                  | 59  | 40 | 16 | 11 | 13 | 52 | 46 | +6   |
| 10   | FK Khimki P                     | 53  | 40 | 15 | 8  | 17 | 63 | 60 | +3   |
| 11   | Energia Velikié Louki P         | 53  | 40 | 15 | 8  | 17 | 58 | 80 | -22  |
| 12   | CSKA-2 Moscou P                 | 47  | 40 | 14 | 5  | 21 | 69 | 78 | -9   |
| 13   | Sportakademklub Moscou P        | 47  | 40 | 13 | 8  | 19 | 47 | 72 | -25  |
| 14   | Volotchanine Vychni Volotchek P | 46  | 40 | 11 | 13 | 16 | 39 | 64 | -25  |
| 15   | Volga Tver                      | 45  | 40 | 12 | 9  | 19 | 34 | 41 | -7   |
| 16   | Neftianik Iaroslavl P           | 45  | 40 | 12 | 9  | 19 | 46 | 66 | -20  |
| 17   | Torpedo-2 Moscou P              | 39  | 40 | 11 | 6  | 23 | 59 | 81 | -22  |
| 18   | Lokomotiv-2 Moscou P            | 34  | 40 | 8  | 10 | 22 | 53 | 80 | -27  |
| 19   | Spartak Kostroma P              | 32  | 40 | 8  | 8  | 24 | 40 | 83 | -43  |
| 20   | Krasnoznamensk Seliatino        | 31  | 40 | 6  | 13 | 21 | 40 | 69 | -29  |
| 21   | Monolit Moscou P                | 24  | 40 | 5  | 9  | 26 | 31 | 72 | -41  |
| 22   | FK Pskov P                      | 0   | 0  | 0  | 0  | 0  | 0  | 0  | 0    |

Promotion en deuxième division
- 1er : barrages de promotion

Relégation en quatrième division
- 20e et 21e : relégation
- 22e : abandon

Abréviations
- P : Promu de quatrième division

1. ↑  Le FK Pskov se retire de la compétition à l'issue de la seizième journée. L'intégralité de ses résultats sont annulés.

### Zone Oural

#### Participants
Légende des couleurs
- Relégué de deuxième division
- Promu de quatrième division

| Club                             | D3 depuis | Classement 1997 |
| -------------------------------- | --------- | --------------- |
| Ouralmach Iekaterinbourg         | 1998      | 20 (D2)         |
| Amkar Perm                       | 1996      | 2 (Centre)      |
| Samotlor-XXI Nijnevartovsk       | 1994      | 2 (Est)         |
| Energia Tchaïkovski              | 1996      | 4 (Centre)      |
| Nosta Novotroïtsk                | 1992      | 5 (Centre)      |
| OuralAZ Miass                    | 1994      | 7 (Centre)      |
| Irtych Tobolsk                   | 1994      | 7 (Est)         |
| Dinamo Omsk                      | 1993      | 9 (Est)         |
| Sodovik Sterlitamak              | 1997      | 14 (Centre)     |
| Sibir Kourgan                    | 1992      | 20 (Centre)     |
| Dinamo Ijevsk                    | 1995      | 21 (Centre)     |
| Dinamo Perm                      | 1998      | 2 (D4, zone 5)  |
| Zénith Tcheliabinsk              | 1998      | 3 (D4, zone 5)  |
| Metallourg-Metiznik Magnitogorsk | 1998      | 4 (D4, zone 5)  |
| Neftianik Pokhvistnevo           | 1998      | 5 (D4, zone 5)  |
| Ouralets Nijni Taguil            | 1998      | 6 (D4, zone 5)  |
| Gazovik Orenbourg                | 1998      | 9 (D4, zone 5)  |
| Troubnik Kamensk-Ouralski        | 1998      | 10 (D4, zone 5) |

#### Classement
| Rang | Équipe                             | Pts   | J  | G  | N  | P  | Bp  | Bc | Diff |
| ---- | ---------------------------------- | ----- | -- | -- | -- | -- | --- | -- | ---- |
| 1    | Amkar Perm                         | 95    | 34 | 31 | 2  | 1  | 100 | 12 | +88  |
| 2    | Nosta Novotroïtsk                  | 90    | 34 | 29 | 3  | 2  | 91  | 11 | +80  |
| 3    | Ouralmach Iekaterinbourg R         | 66    | 34 | 20 | 6  | 8  | 63  | 29 | +34  |
| 4    | Energia Tchaïkovski                | 63    | 34 | 20 | 3  | 11 | 70  | 39 | +31  |
| 5    | OuralAZ Miass                      | 60    | 34 | 18 | 6  | 10 | 57  | 34 | +23  |
| 6    | Sodovik Sterlitamak                | 55    | 34 | 16 | 7  | 11 | 45  | 37 | +8   |
| 7    | Zénith Tcheliabinsk P              | 53    | 34 | 15 | 8  | 11 | 45  | 32 | +13  |
| 8    | Metallourg-Metiznik Magnitogorsk P | 52    | 34 | 15 | 7  | 12 | 55  | 53 | +2   |
| 9    | Dinamo Perm P                      | 50    | 34 | 16 | 2  | 16 | 56  | 55 | +1   |
| 10   | Samotlor-XXI Nijnevartovsk         | 48-12 | 34 | 17 | 9  | 8  | 53  | 39 | +14  |
| 11   | Dinamo Omsk                        | 47    | 34 | 15 | 2  | 17 | 36  | 47 | -11  |
| 12   | Gazovik Orenbourg P                | 36    | 34 | 11 | 3  | 20 | 46  | 60 | -14  |
| 13   | Irtych Tobolsk                     | 36    | 34 | 10 | 6  | 18 | 31  | 54 | -23  |
| 14   | Ouralets Nijni Taguil P            | 30    | 34 | 9  | 3  | 22 | 33  | 64 | -31  |
| 15   | Sibir Kourgan                      | 29    | 34 | 5  | 14 | 15 | 28  | 59 | -31  |
| 16   | Neftianik Pokhvistnevo P           | 28    | 34 | 8  | 4  | 22 | 24  | 68 | -44  |
| 17   | Dinamo Ijevsk                      | 15    | 34 | 4  | 3  | 27 | 28  | 82 | -54  |
| 18   | Troubnik Kamensk-Ouralski          | 7     | 34 | 1  | 4  | 29 | 6   | 92 | -86  |

Promotion en deuxième division
- 1er : promotion

Relégation en quatrième division
- 18e : abandon

Abréviations
- R : Relégué de deuxième division
- P : Promu de quatrième division

1. ↑  Le Samotlor-XXI Nijnevartovsk se voit retirer douze points pour le non-paiement d'indemnités de transfert.
2. ↑  Le Troubnik Kamensk-Ouralski se retire de la compétition à l'issue de la vingtième journée. Ses matchs restants sont comptés comme des défaites sur tapis vert sur le score de 3-0 en faveur de l'adversaire.

### Zone Povoljié

#### Participants
Légende des couleurs
- Relégué de deuxième division
- Promu de quatrième division

| Club                                 | D3 depuis | Classement 1997     |
| ------------------------------------ | --------- | ------------------- |
| Rotor Kamychine                      | 1998      | 19 (D2)             |
| Torpedo Voljski                      | 1998      | 21 (D2)             |
| Torpedo Arzamas                      | 1997      | 6 (Centre)          |
| Torpedo Pavlovo                      | 1995      | 9 (Centre)          |
| Volga Oulianovsk                     | 1997      | 10 (Centre)         |
| Svetotekhnika Saransk                | 1994      | 15 (Centre)         |
| Zénith Penza                         | 1998      | 1 (D4, zone 5)      |
| Energetik Ouren                      | 1998      | 2 (D4, zone 4)      |
| Torpedo-Viktoria Nijni Novgorod (ru) | 1998      | 4 (D4, zone 4)      |
| Biokhimik-Mordovia Saransk           | 1998      | 7 (D4, zone 5)      |
| Energia Oulianovsk                   | 1998      | 8 (D4, zone 5)      |
| Rotor-2 Volgograd                    | 1998      | 9 (D4, zone 2)      |
| Saliout Saratov                      | 1998      | 10 (D4, zone 2)     |
| Iskra Engels                         | 1998      | 11 (D4, zone 5)     |
| Progress Zelenodolsk                 | 1998      | 12 (D4, zone 5)     |
| Droujba Iochkar-Ola                  | 1998      | 13 (D4, zone 5)     |
| FK Balakovo                          | 1998      | 17 (D4, zone 5)     |
| Khimik Dzerjinsk                     | 1998      | 18 (D4, zone 4)     |
| Spartak-Telekom Chouïa               | 1998      | 1 (D5, Anneau d'or) |
| Diana Voljsk                         | 1998      | 1 (D5, Povoljié)    |

#### Classement
| Rang | Équipe                                 | Pts | J  | G  | N  | P  | Bp | Bc | Diff |
| ---- | -------------------------------------- | --- | -- | -- | -- | -- | -- | -- | ---- |
| 1    | Torpedo-Viktoria Nijni Novgorod (ru) P | 92  | 36 | 29 | 5  | 2  | 74 | 24 | +50  |
| 2    | Torpedo Pavlovo                        | 75  | 36 | 24 | 3  | 9  | 63 | 24 | +39  |
| 3    | Torpedo Voljski R                      | 68  | 36 | 20 | 8  | 8  | 60 | 40 | +20  |
| 4    | Energetik Ouren P                      | 67  | 36 | 19 | 10 | 7  | 57 | 28 | +29  |
| 5    | Torpedo Arzamas                        | 60  | 36 | 17 | 9  | 10 | 52 | 37 | +15  |
| 6    | Diana Voljsk P                         | 57  | 36 | 17 | 6  | 13 | 52 | 46 | +6   |
| 7    | Svetotekhnika Saransk                  | 57  | 36 | 16 | 9  | 11 | 54 | 36 | +18  |
| 8    | Biokhimik-Mordovia Saransk P           | 54  | 36 | 15 | 9  | 12 | 40 | 39 | +1   |
| 9    | Zénith Penza P                         | 53  | 36 | 16 | 5  | 15 | 47 | 50 | -3   |
| 10   | FK Balakovo P                          | 52  | 36 | 16 | 4  | 16 | 48 | 44 | +4   |
| 11   | Volga Oulianovsk                       | 52  | 36 | 15 | 7  | 14 | 37 | 41 | -4   |
| 12   | Spartak-Telekom Chouïa P               | 52  | 36 | 14 | 10 | 12 | 36 | 35 | +1   |
| 13   | Energia Oulianovsk P                   | 46  | 36 | 12 | 10 | 14 | 39 | 48 | -9   |
| 14   | Iskra Engels P                         | 44  | 36 | 12 | 8  | 16 | 40 | 40 | 0    |
| 15   | Khimik Dzerjinsk P                     | 42  | 36 | 11 | 9  | 16 | 30 | 38 | -8   |
| 16   | Saliout Saratov P                      | 34  | 36 | 9  | 7  | 20 | 31 | 49 | -18  |
| 17   | Rotor-2 Volgograd P                    | 28  | 36 | 8  | 4  | 24 | 49 | 73 | -24  |
| 18   | Droujba Iochkar-Ola P                  | 18  | 36 | 5  | 3  | 28 | 21 | 62 | -41  |
| 19   | Progress Zelenodolsk P                 | 10  | 36 | 2  | 4  | 30 | 19 | 95 | -76  |
| 20   | Rotor Kamychine R                      | 0   | 0  | 0  | 0  | 0  | 0  | 0  | 0    |

Promotion en deuxième division
- 1er : promotion

Relégation en quatrième division
- 18e : relégation
- 19e et 20e : abandon

Abréviations
- P : Promu de quatrième division
- R : Relégué de deuxième division

1. ↑  Le Progress Zelenodolsk est exclu de la compétition à l'issue de la phase aller. Ses matchs restants sont comptés comme des défaites sur tapis vert sur le score de 3-0 en faveur de l'adversaire.
2. ↑  Le Rotor Kamychine est exclu de la compétition à l'issue de la quinzième journée. L'intégralité de ses résultats sont annulés.

### Zone Sud

#### Participants
Légende des couleurs
- Promu de quatrième division

| Club                          | D3 depuis | Classement 1997 |
| ----------------------------- | --------- | --------------- |
| Volgar-Gazprom Astrakhan      | 1995      | 4 (Ouest)       |
| Torpedo Taganrog              | 1994      | 6 (Ouest)       |
| Avtodor Vladikavkaz           | 1995      | 7 (Ouest)       |
| Kavkazkabel Prokhladny        | 1992      | 10 (Ouest)      |
| Angoucht Nazran               | 1996      | 11 (Ouest)      |
| Venets Goulkevitchi           | 1997      | 14 (Ouest)      |
| FK Anapa                      | 1997      | 17 (Ouest)      |
| Torpedo Armavir               | 1996      | 19 (Ouest)      |
| Lokomotiv-KMV Mineralnye Vody | 1998      | 1 (D4, zone 1)  |
| Kouban Slaviansk              | 1998      | 1 (D4, zone 2)  |
| FK Mozdok                     | 1998      | 2 (D4, zone 1)  |
| Torpedo Gueorguievsk          | 1998      | 3 (D4, zone 1)  |
| Rostselmach-2 Rostov          | 1998      | 3 (D4, zone 2)  |
| Nart Nartkala                 | 1998      | 5 (D4, zone 1)  |
| Iriston Vladikavkaz           | 1998      | 6 (D4, zone 1)  |
| Chaktior Chakhty              | 1998      | 6 (D4, zone 2)  |
| Nart Tcherkessk               | 1998      | 7 (D4, zone 1)  |
| Alania-2 Vladikavkaz          | 1998      | 9 (D4, zone 1)  |
| Dinamo Makhatchkala           | 1998      | 11 (D4, zone 1) |
| Bechtaou Lermontov            | 1998      | 13 (D4, zone 1) |
| Jemtchoujina-2 Sotchi         | 1998      | 14 (D4, zone 2) |

#### Classement
| Rang | Équipe                          | Pts | J  | G  | N  | P  | Bp  | Bc  | Diff |
| ---- | ------------------------------- | --- | -- | -- | -- | -- | --- | --- | ---- |
| 1    | Volgar-Gazprom Astrakhan        | 101 | 40 | 32 | 5  | 3  | 114 | 22  | +92  |
| 2    | Angoucht Nazran                 | 90  | 40 | 28 | 6  | 6  | 82  | 27  | +55  |
| 3    | Lokomotiv-KMV Mineralnye Vody P | 81  | 40 | 25 | 6  | 9  | 75  | 36  | +39  |
| 4    | Kavkazkabel Prokhladny          | 81  | 40 | 25 | 6  | 9  | 59  | 33  | +26  |
| 5    | Avtodor Vladikavkaz             | 76  | 40 | 23 | 7  | 10 | 77  | 38  | +39  |
| 6    | Rostselmach-2 Rostov P          | 69  | 40 | 20 | 9  | 11 | 68  | 42  | +26  |
| 7    | Kouban Slaviansk P              | 64  | 40 | 19 | 7  | 14 | 79  | 58  | +21  |
| 8    | FK Mozdok P                     | 63  | 40 | 18 | 9  | 13 | 52  | 42  | +10  |
| 9    | Torpedo Taganrog                | 60  | 40 | 16 | 12 | 12 | 81  | 57  | +24  |
| 10   | Nart Nartkala P                 | 58  | 40 | 17 | 7  | 16 | 58  | 64  | -6   |
| 11   | Venets Goulkevitchi             | 54  | 40 | 16 | 6  | 18 | 49  | 62  | -13  |
| 12   | Torpedo Gueorguievsk P          | 50  | 40 | 12 | 14 | 14 | 43  | 51  | -8   |
| 13   | FK Anapa                        | 48  | 40 | 14 | 6  | 20 | 61  | 75  | -14  |
| 14   | Dinamo Makhatchkala P           | 46  | 40 | 12 | 10 | 18 | 53  | 65  | -12  |
| 15   | Chaktior Chakhty P              | 46  | 40 | 11 | 13 | 16 | 44  | 50  | -6   |
| 16   | Iriston Vladikavkaz P           | 43  | 40 | 12 | 7  | 21 | 49  | 70  | -21  |
| 17   | Nart Tcherkessk P               | 38  | 40 | 10 | 8  | 22 | 34  | 60  | -26  |
| 18   | Jemtchoujina-2 Sotchi P         | 35  | 40 | 10 | 5  | 25 | 47  | 79  | -32  |
| 19   | Bechtaou Lermontov P            | 30  | 40 | 9  | 3  | 28 | 32  | 99  | -67  |
| 20   | Alania-2 Vladikavkaz P          | 28  | 40 | 7  | 7  | 26 | 32  | 83  | -51  |
| 21   | Torpedo Armavir                 | 19  | 40 | 4  | 7  | 29 | 25  | 101 | -76  |

Promotion en deuxième division
- 1er : promotion

Relégation en quatrième division
- 18e et 19e : relégation

- 3e, 13e, 17e et 20e : rétrogradation

Abréviations
- P : Promu de quatrième division

1. 1 2 3  Le Lokomotiv-KMV Mineralnye Vody, le FK Anapa et le Nart Tcherkassk se retirent de la compétition à l'issue de la saison.
2. ↑  L'équipe 2 de l'Alania Vladikavkaz est dissoute à l'issue de la saison.

### Barrage de promotion
Le Neftekhimik Nijnekamsk, dix-septième de deuxième division, affronte le Torpedo-ZIL Moscou, champion du groupe Ouest, dans le cadre d'un barrage aller-retour. Le Torpedo l'emporte à l'issue des deux confrontations sur le score cumulé de 3-1, entraînant sa promotion en deuxième division ainsi que la relégation du Neftekhimik en troisième division pour la saison 1999.
| Équipe                      | Aller | Total | Retour | Équipe                  |
| --------------------------- | ----- | ----- | ------ | ----------------------- |
| Neftekhimik Nijnekamsk (D2) | 1 - 1 | 1 - 3 | 0 - 2  | (D3) Torpedo-ZIL Moscou |